# Joan Beauchamp Procter
Pour les articles homonymes, voir Beauchamp et Procter.
Joan Beauchamp Procter, née à Londres le 5 août 1897 et morte le 20 septembre 1931 dans la même ville, est une zoologiste et herpétologiste britannique. Elle travaille comme conservatrice au musée d'histoire naturelle de Londres et pour le zoo de Londres. Elle est connue pour son travail taxonomique et sa connaissance du dragon de Komodo.

## Biographie
Joan Procter naît au 11, Kensington Square, fille de Joseph Procter, courtier en valeurs mobilières, et d'Elizabeth Procter-Brockbank, artiste. Son grand-père, William Brockbank, est un homme d'affaires de Manchester, mécène et naturaliste amateur. Sa sœur aînée, Chrystabel Procter, est horticultrice.
Elle est de santé fragile, atteinte d'une maladie chronique dès son jeune âge qui nécessite un séjour de six mois en Suisse lorsqu'elle a douze ans. Elle fait ses études secondaires à l'école Norland Place (1904-1908) puis à la St Paul's Girls' School d'Hammersmith (1908-1916). Sa scolarité est fréquemment interrompue par des soucis de santé, et elle doit renoncer à son projet de poursuivre ses études supérieures à l'université de Cambridge.

## Formation et activités professionnelles

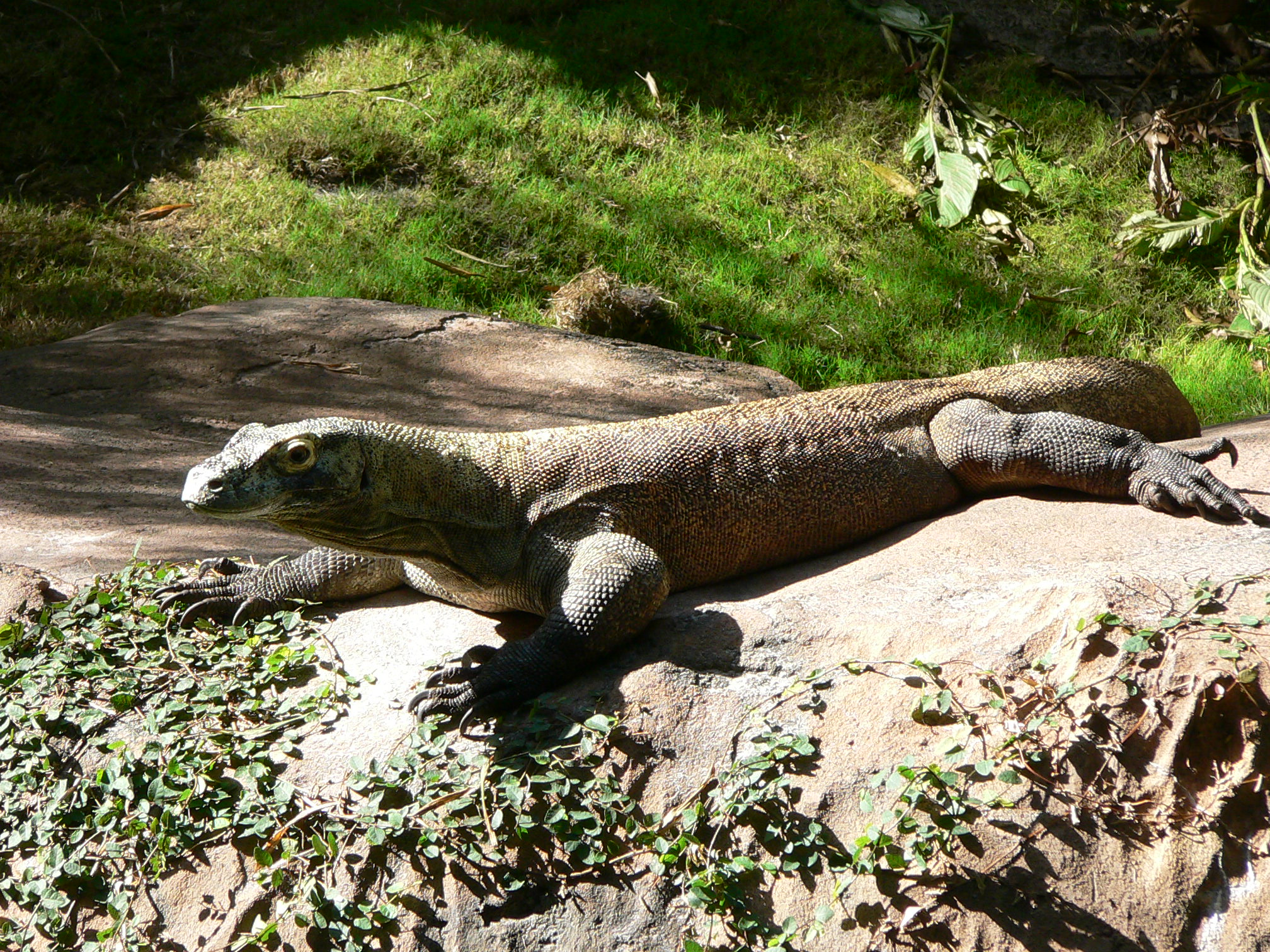
Dragon de Komodo

Son intérêt pour les reptiles et les demandes de renseignements qu'elle adresse à George Albert Boulenger, retiennent l'attention de ce dernier, qui est alors conservateur des reptiles et des poissons au musée d'histoire naturelle de Londres. George Albert Boulenger lui propose de devenir son assistante bénévole, en 1917. Elle présente sa première communication scientifique, sur les variations d'une espèce de Crotalinae, devant la Société zoologique de Londres et, en août 1917, elle est élue membre de la société. Elle succède à George Boulenger, lorsque celui-ci prend sa retraite en 1920.
Entre 1917 et 1923, elle poursuit ses recherches et publie des articles scientifiques sur l'anatomie, la classification et les habitudes de reptiles et d'amphibiens. Son étude la plus connue concerne le Malacochersus, une tortue d'Afrique de l'Est,. Elle correspond avec des scientifiques. Elle est élue membre de la Linnean Society of London (FLS), pour son travail taxonomique et de la Bombay Natural History Society. Joan Procter réalise des dessins et des reproductions d'amphibiens et de reptiles.
Joan Procter succède à Edward Boulenger, lui-même fils de George Albert Boulenger, comme conservatrice des reptiles au zoo de Londres,.
Après son succès avec l'aménagement de l'aquarium du zoo, elle dessine les plans des espaces en plein air des singes et des antilopes et les singes, en 1924-1925,. 
Elle réalise la maison des reptiles en 1926-1927, premier édifice de ce type, qui est encore en service. 

### Avec les animaux dangereux
Joan Procter est connue pour son expertise dans le soin des grands reptiles, notamment les pythons, les crocodiliens et les dragons de Komodo. Les deux premières dragons de Komodo vivants sont accueillis au zoo de Londres, en 1927,. Elle a une relation proche avec l'un de ces dragons nommé Sumbawa, qui l'accompagne dans l'espace du Zoo,,,,. Elle le présente en 1928, dans une réunion scientifique de la Société zoologique.
Elle travaille en étroite collaboration avec le vétérinaire de la Société zoologique pour identifier les maladies et elle devient expert dans le traitement des animaux malades.

## Une reconnaissance nationale et internationale
Au-delà de la notoriété scientifique, elle acquiert une notoriété publique, avec des articles dans la presse,, Elle publie des chroniques dans le Guardian de Manchester, et des récits d'animaux pour le livre de John Alexander Hammerton Wonders of Animal Life. Le 28 mars 1931, elle reçoit un doctorat de sciences honoris causa de l'université de Chicago.
Elle souhaite démissionner de ses fonctions au zoo de Londres, en 1928 pour des raisons de santé, mais le président de la société zoologique lui demande de rester à ce poste,.
Bien que gravement malade, elle continue à travailler par intermittences, ajoutant la pratique de l'aquarelle à ses activités professionnelles et la publication d'articles dans le Guardian. Elle meurt des suites de son cancer à son domicile de St Mark’s Square, le 20 septembre 1931, à l'âge de 34 ans. Elle est incinérée au crématorium de Golders Green et l'urne contenant ses cendres est déposée dans la caveau familial à l'église All Saints de Leighton Buzzard.

## Distinctions et hommages
- 1917 : membre de la Zoological Society of London.
- 1923 : membre de la Linnean Society of London.
- 28 mars 1931 : docteure honoris causa de l'université de Chicago.
- Un buste en marbre réalisé par George Alexander est exposé en 1931, à la Royal Academy of Arts à Londres. Il est ensuite placé accompagné d'une plaque commémorative, à l'entrée de la maison des reptiles du zoo de Londres[33].
- Lors de la Journée internationale des femmes, le 8 mars 2014, la Société zoologique de Londres a rendu hommage à Joan Procter sur son site internet[34].

## Publications
- « A study of the remarkable tortoise Testudo Loveridgii Blgr », Proceedings of the Zoological Society, Septembre 1922, no 34